# Macross
Macross (マクロス, Makurosu) is een Japanse sciencefiction mediafranchise die werd bedacht door Studio Nue en Artland in 1982.
Het verhaal in de franchise gaat over een fictieve geschiedenis van de aarde en de mens na het jaar 1999. Ook de geschiedenis van een mensachtige beschaving in de Melkweg wordt beschreven.

## Beschrijving
Bedenker van de serie Shoji Kawamori kwam op het idee door een transformerende mecha, die kan wisselen tussen een gewoon voertuig en een vechtrobot. Hij introduceerde dit concept met de speelgoedserie Diaclone in 1980, dat twee jaar later werd toegepast in Macross. Kawamori is tevens de ontwerper, schrijver en producent van de meeste franchiseonderdelen.
De titelnaam Macross verwijst naar het kapitaal schip. Dit thema startte in de oorspronkelijke televisieserie Super Dimension Fortress Macross uit 1982. Deze titel wordt vaak afgekort tot SDF-1.
Oorspronkelijk wilde de sponsor van de serie het ruimteschip Macbeth noemen, naar de tragedie van Shakespeare. Een compromis werd gesloten met de titel Macross, een verwijzing naar het Griekse macro, dat groot betekent en verwijst naar de omvang van de ruimteschepen.

## Mediafranchise
De franchise bestaat uit verschillende publicaties:
Anime
- Macross: Do You Remember Love? (1984)
- Macross Plus: Movie Edition (1995)
- Macross 7 the Movie: The Galaxy's Calling Me! (1995)
- Macross FB 7: Ore no Uta o Kike! (2012)
- Macross Frontier the Movie: The False Songstress (2009)
- Macross Frontier the Movie: The Wings of Goodbye (2011)
- Macross Delta the Movie: Passionate Walküre (2018)
- Macross Delta Movie 2: Zettai Live!!! (2021)

Televisieseries
- Super Dimensional Fortress Macross (1982-1983)
- Macross 7 (1994-1995)
- Macross Frontier (2007)
- Macross Delta (2015)

Manga
- Macross The Ride (2010-2011)

Computerspellen
- Macross (1985, Family Computer/NES)
- Scrambled Valkyrie (1993, SNES)
- Do You Remember Love? (1997, Saturn)
- Macross (2003, PlayStation 2)
- Macross Ace Frontier (2008, PSP)
- Macross 30: Voices across the Galaxy (2013, PS3)

Overige/OVA
- Flash Back 2012 (1987)
- Macross II: Lovers Again (1992)
- Macross Plus (1994)
- Macross 7: Encore
- Macross Dynamite 7
- Macross Zero (2002)